# Tony Alberda
Tony Alberda (Drachten, 23 maart 1974) is een voormalig Nederlands profvoetballer.

## Carrière
Hij is als jeugdspeler begonnen bij Drachten. Vervolgens heeft hij de jeugdopleiding van sc Heerenveen doorlopen. Hij speelde vier seizoenen in de hoofdmacht van sc Heerenveen, waar hij onder andere drie keer scoorde in een bekerwedstrijd tegen Ajax, die verloren ging met 8-3.
Na sc Heerenveen was Alberda nog profvoetballer bij FC Emmen, FC Groningen en BV Veendam. Daarna kwam hij uit voor de amateurs van Drachtster Boys, Harkemase Boys, ONS Sneek, HHC Hardenberg en weer bij Harkemase Boys in de Topklasse. Vanaf 2012 speelt hij bij tweedeklasser Drachten en is mede-eigenaar van een bakkerij.

## Clubstatistieken
| Seizoen   | Club          | Duels | Goals | Competitie     |
| --------- | ------------- | ----- | ----- | -------------- |
| 1991/1992 | sc Heerenveen | 13    | 1     | Eerste divisie |
| 1992/1993 | sc Heerenveen | 21    | 4     | Eerste divisie |
| 1993/1994 | sc Heerenveen | 4     | 1     | Eredivisie     |
| 1994/1995 | sc Heerenveen | 3     | 1     | Eredivisie     |
| 1995/1996 | Emmen         | 30    | 11    | Eerste divisie |
| 1996/1997 | Emmen         | 21    | 2     | Eerste divisie |
| 1997/1998 | Emmen         | 23    | 3     | Eerste divisie |
| 1998/1999 | FC Groningen  | 23    | 7     | Eerste divisie |
| 1999/2000 | FC Groningen  | 21    | 7     | Eerste divisie |
| 2000/2001 | FC Groningen  | 15    | 1     | Eredivisie     |
| 2001/2002 | FC Groningen  | 11    | 0     | Eredivisie     |
| 2002/2003 | BV Veendam    | 34    | 8     | Eerste divisie |
| Totaal    | Totaal        | 196   | 43    |                |